# Kilbeggan
Kilbeggan est une ville du comté de Westmeath en Irlande, au nord de Tullamore, et située sur la rivière Brosna qui traverse la ville du sud à l'est. De la baronnie de Moycashel, elle est connue aujourd'hui comme la ville du whisky.

## Histoire
Le nom de la ville de Kilbeggan signifie « l'église de Becan (en) » en gaélique. Ce saint y fonda un monastère, probablement au VIe siècle, repris en 1150 par des moines cisterciens de l'abbaye de Mellifont qui établirent l'abbaye de Kilbeggan, réédifiée d'abord par la famille Dalton puis par celle influente du district, les Mac Loghlan. 
Situé à la périphérie de la ville, l'hippodrome de Kilbeggan est l'un des quatre hippodromes de National Hunt (courses d'obstacles). Datant de mars 1840, c'est le premier de la région. Les courses de Kilbeggan commencent à la mi-mai et se terminent à la mi-septembre.
Le whisky irlandais de Kilbeggan est apparu en tant que marque de John Locke pendant 100 ans et il a été vendu pour la première fois avec succès jusqu'à ce que la distillerie de Locke cesse la production dans les années de 1950. La distillerie de Locke est l'une des distilleries de whisky les plus anciennes dans le monde  : elle remonte à 1757. 
Après des siècles de tradition et de métier, le whisky irlandais de Kilbeggan est distillé à partir d'eau claire, de la plus pure orge et du maïs irlandais maltés les plus fins, doucement mûri pendant de longues années dans des tonneaux de chêne dans les anciens entrepôts de Kilbeggan et habilement mélangés pour créer un whisky d'une douceur, d'un caractère et d'un équilibre uniques. Cooley a relancé la marque de Kilbeggan en 1994 et elle a eu un succès grandissant. 
Établie depuis 1757, au cœur d'une région rurale, la ville a été le lieu d'implantation de la première distillerie de whiskey sous licence d'Irlande: Locke's Distillary.

## Musée de Whisky de Kilbeggan

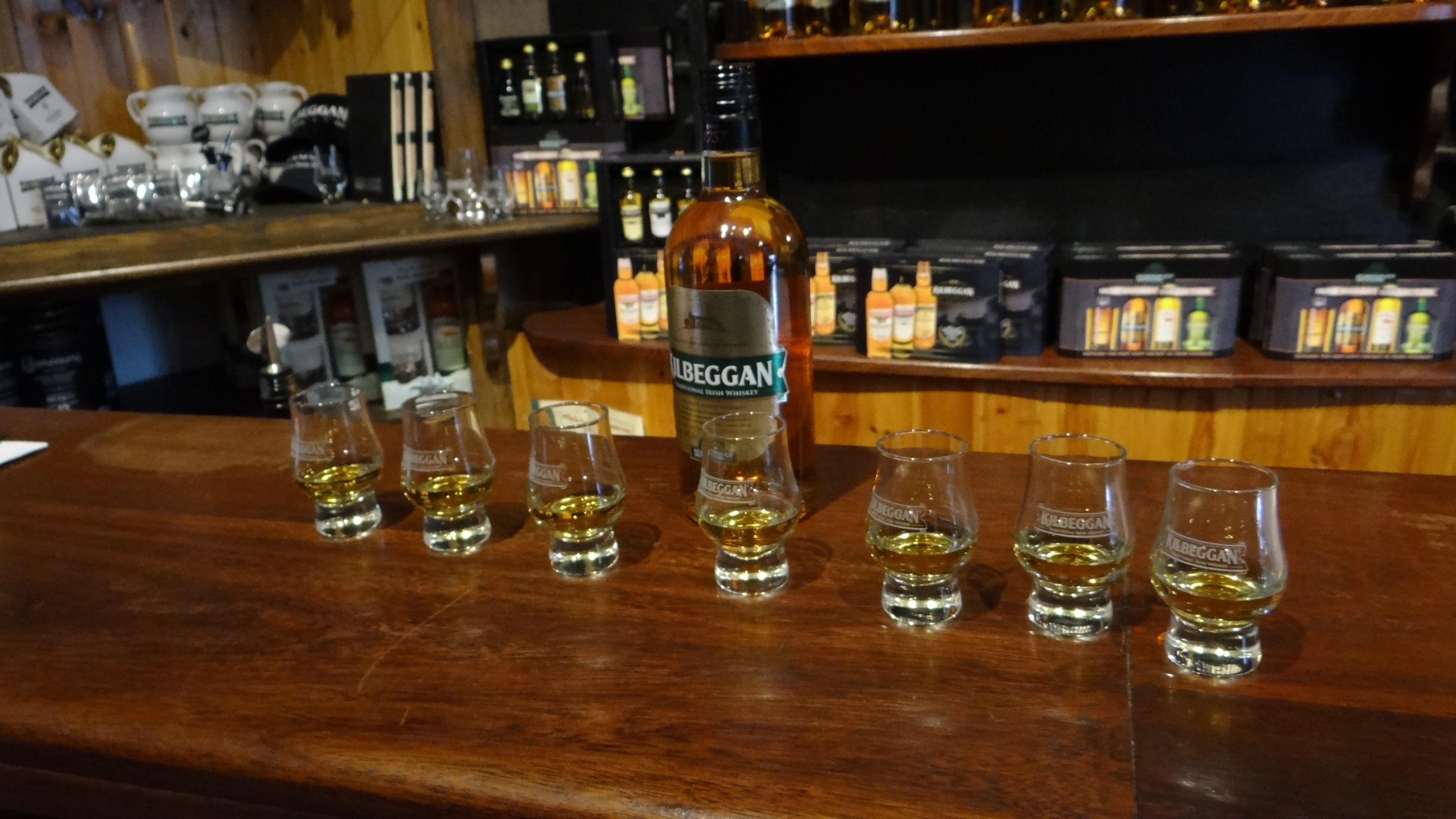
Dégustation.

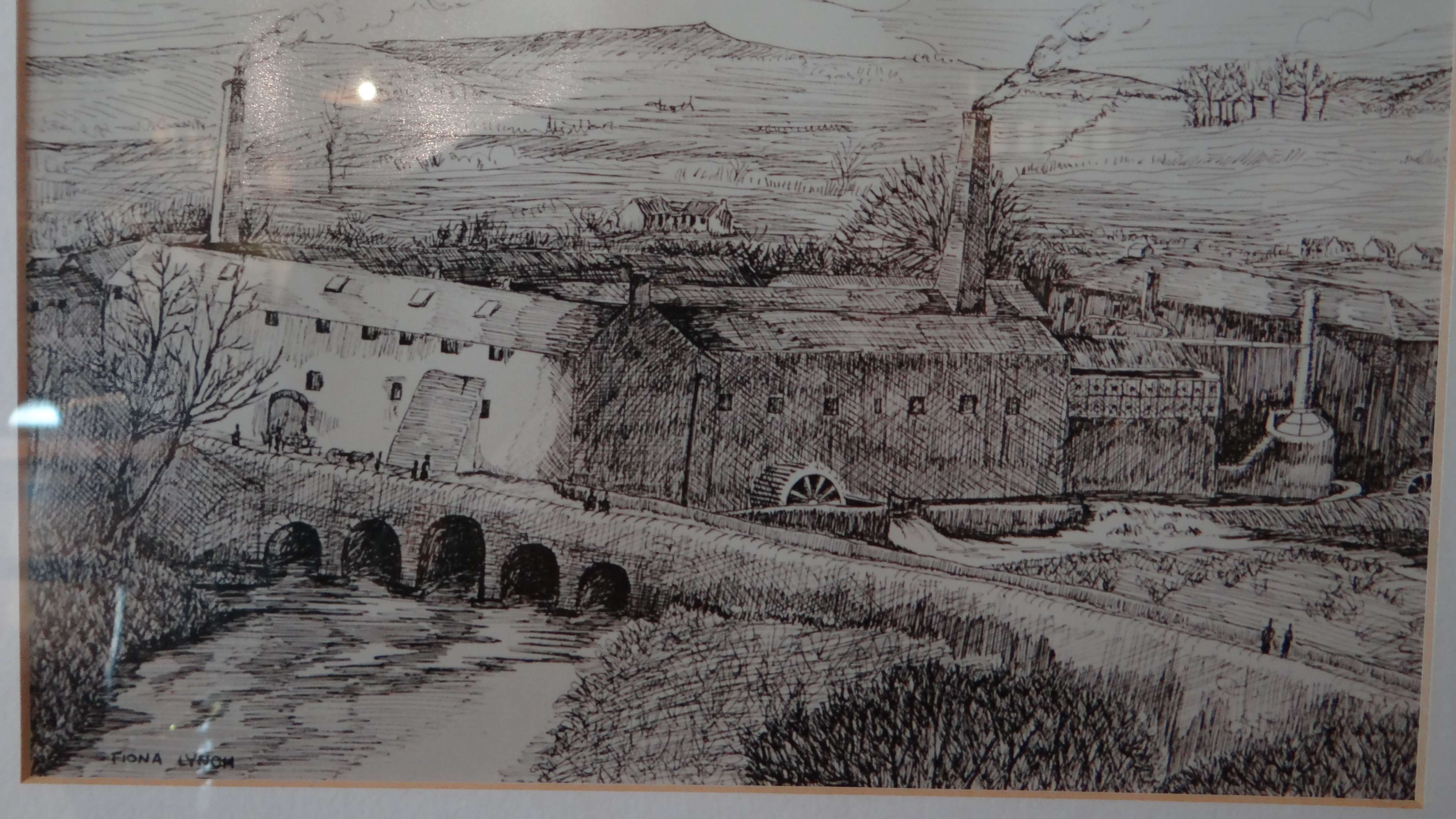
Fusain ancien exposé au musée.

Les visiteurs à la distillerie de Locke, peuvent inspirer profondément et inhaler l'arôme délicieux du whisky mûrissant dans les entrepôts en pierres antiques. Le whisky irlandais de Locke et de Kilbeggan est aujourd'hui distillé à Cooley, Dundalk, Conté de Louth et ensuite, il est transporté par camion-citerne à Kilbeggan, Co Westmeath. Il est alors transféré avec douceur dans des tonneaux américains de chêne. Ces tonneaux ont été soigneusement vérifiés par leur tonnelier principal, M. John Neilly, pour s'assurer qu'aucune goutte de ce précieux spiritueux ne sera perdue. 
Quand le whiskey a trois ans et un jour dans les tonneaux, là on peut l'appeler légalement whiskey. On ne distribue pas ce whisky, il est encore mûri plus longtemps. La distillerie de Cooley a gagné 72 récompenses internationales ces 10 dernières années, incluant : 
- récompense 1997 d'exportation de l'Irlande DHL.
- 1998 vin et concurrence internationaux de spiritueux : Trophée d'IWSC pour l'accomplissement mondial de la contribution exceptionnelle à l'industrie de spiritueux.
- concurrence 2004 des spiritueux du monde de San Francisco «le meilleur » catégorie "irlandais".

La distillerie est ouverte comme musée industriel de fabrication du whisky. Plus de 90 % des machines originales a été reconstitué et ces appareils peut être vus en état fonctionnement quotidiennement. 
Les visiteurs peuvent suivre le processus du meulage du grain à l'enfûtage du produit final. Ils peuvent également voir le moteur de vapeur 1887 reconstitué et observer la transmission du moulin à eau datant du XIXe siècle. 
Les visiteurs peuvent regarder dans les hautes cuves de fermentation de neuf mètres, observer le tonnelier en train de travailler pendant qu'il serre les cercles sur les tonneaux âgés, flâner dans l'entrepôt et se renseigner sur les vies et les conditions de travail d'anciens employés. 
La distillation sur place a repris en 2007 à petite échelle et une augmentation de la capacité devrait intervenir fin 2010 avec la mise en service fin septembre 2010 d'une nouvelle unité de production.
L'excursion finit par une dégustation de whisky Irlandais de Kilbeggan.

## Personnalités liées à la ville
- L'homme politique Seán Keegan est originaire de Kilbeggan.
- L'historienne Kathleen Mulchrone (1895-1973) est née à Kilbeggan.

## Galerie

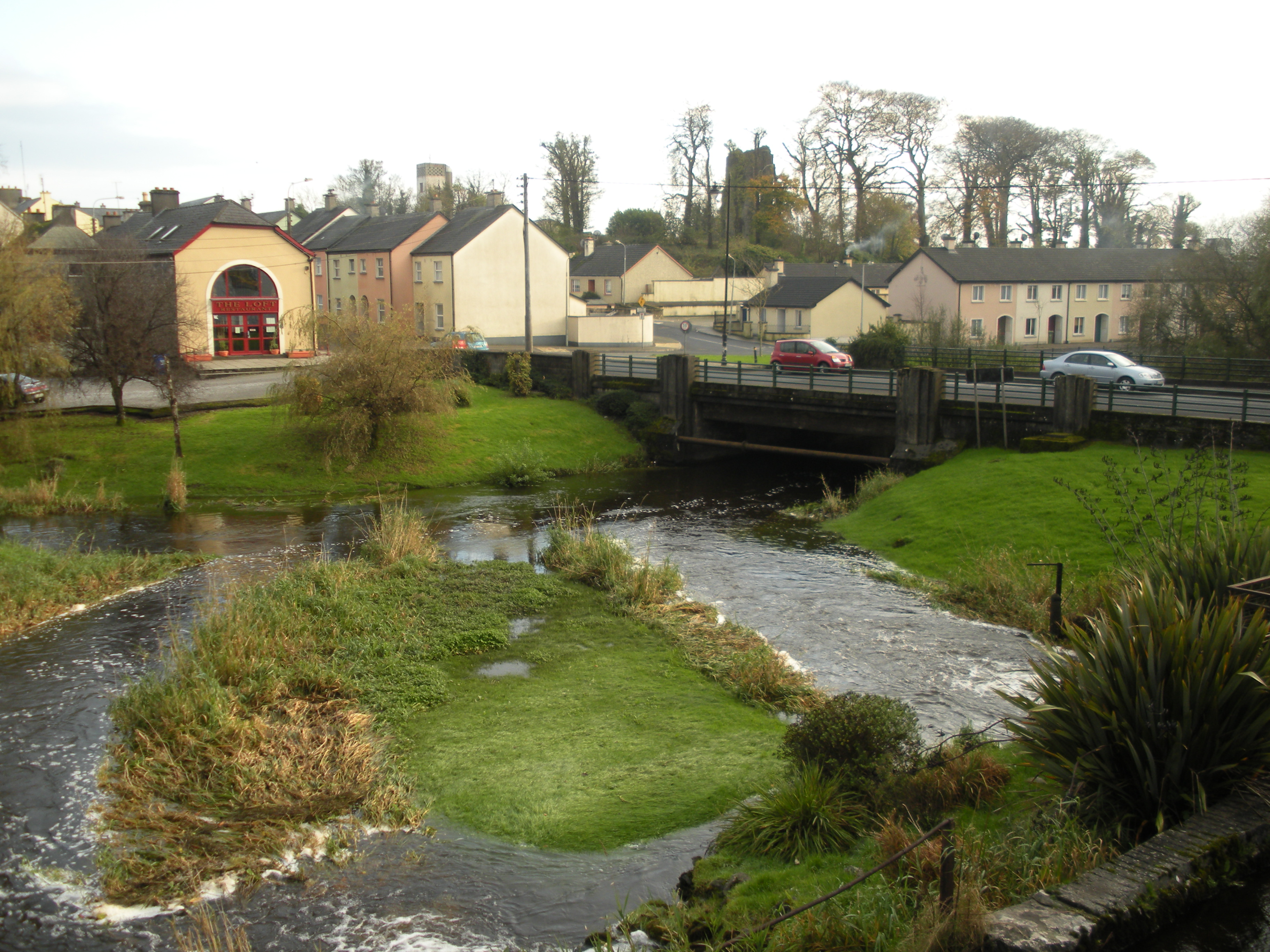
Pont sur la rivière Brosna.
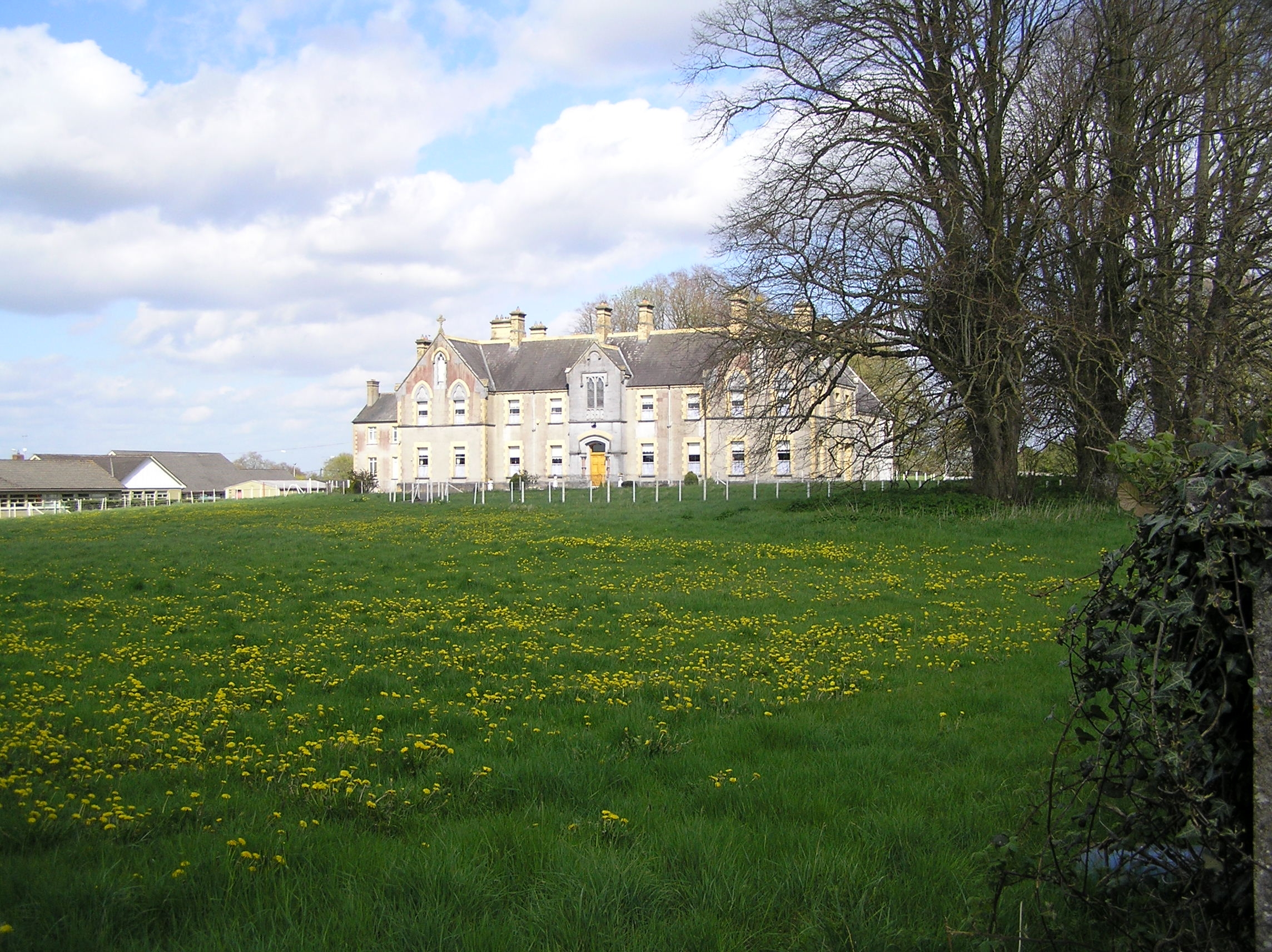
Couvent des Sœurs de la Miséricorde, ordre fondé en 1831. Les sœurs s'occupent d'une école secondaire.
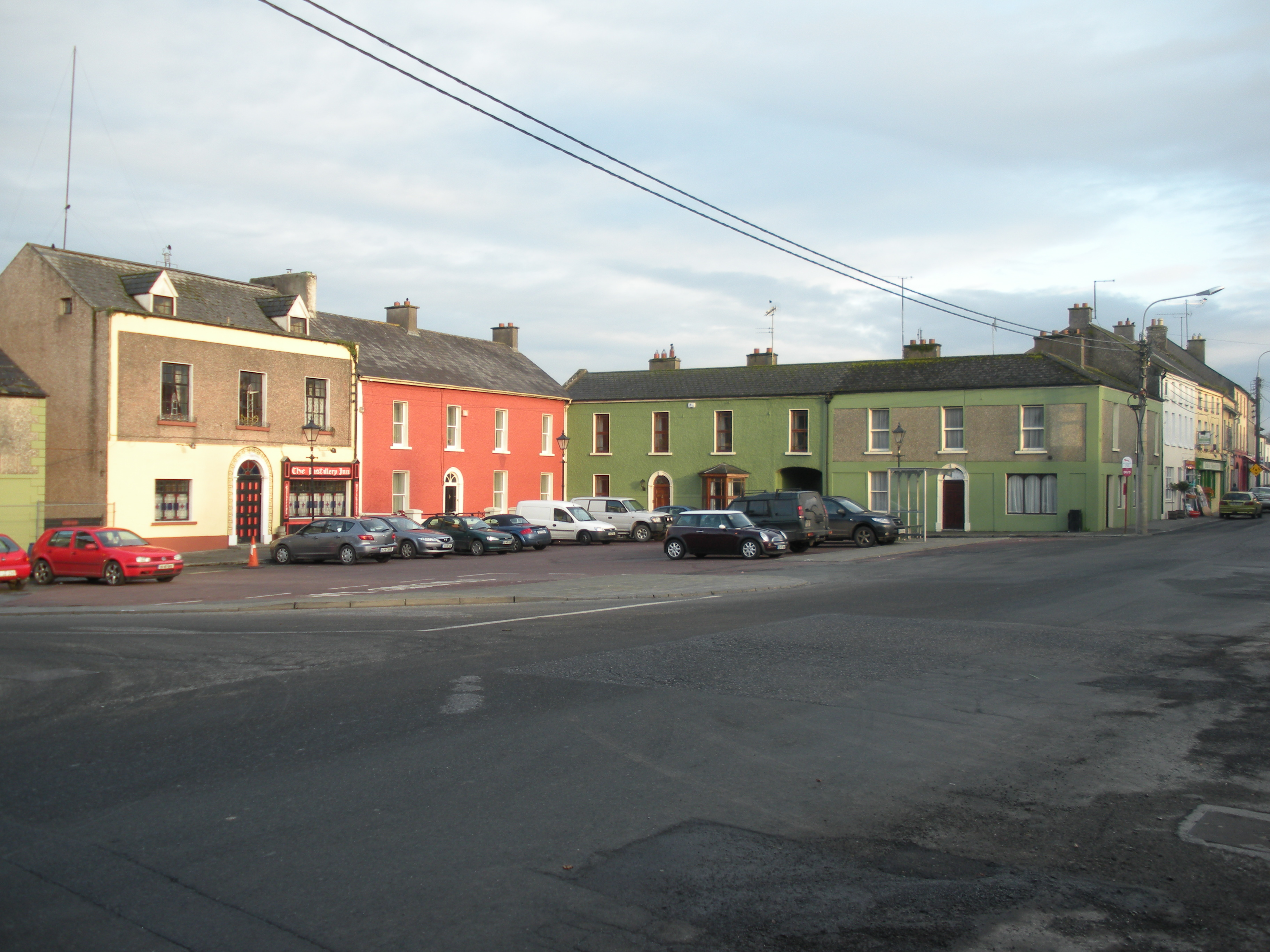
Upper Main Street.
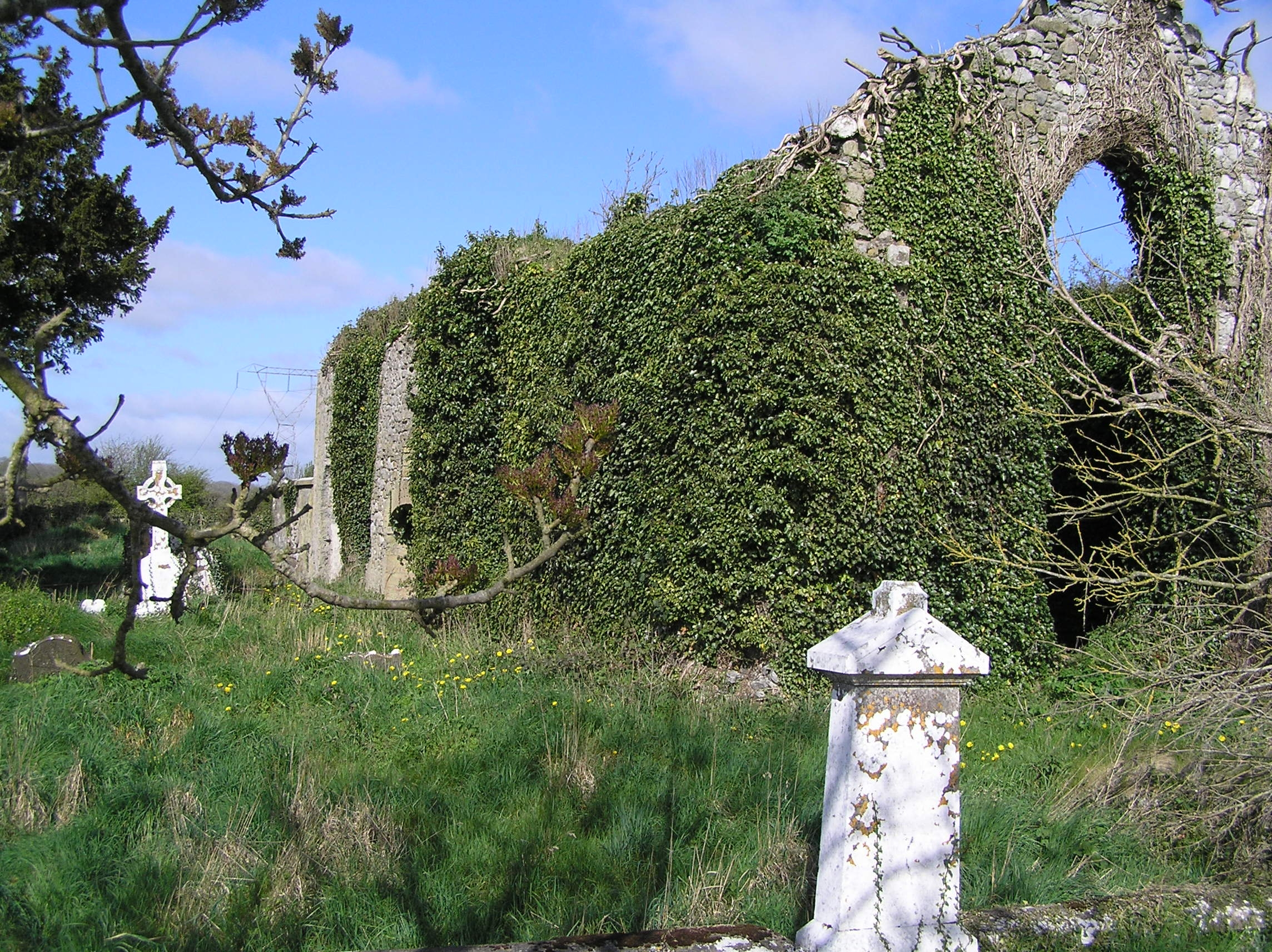
Église en ruine à Newtownlow, près de Kilbeggan.
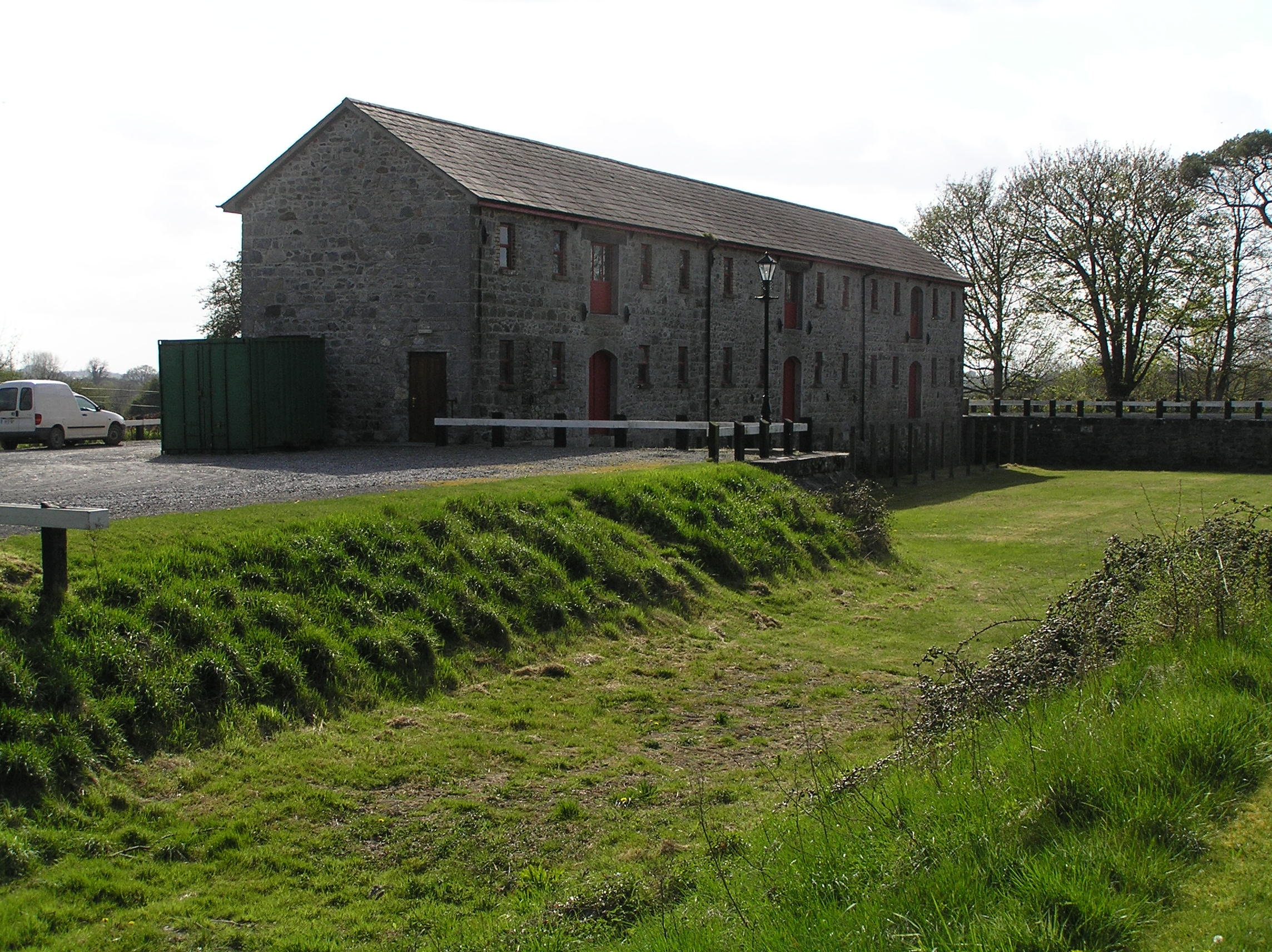
Bras du canal à l'abandon et entrepôt rénové visant à restaurer la ligne de 13,2 km du canal Kilbeggan-Ballycommon (comté d'Offaly).